# Ensemble pour la Voïvodine
Ensemble pour la Voïvodine (en serbe : Заједно за Војводину et Zajedno za Vojvodinu) est une coalition politique serbe de la province autonome de Voïvodine. Elle est dirigée par Nenad Čanak. Aux élections provinciales de 2004, elle a obtenu 9,44 % des suffrages et 7 sièges à l'Assemblée provinciale.
La coalition est constituée de partis qui, pour certains d'entre eux, sont des partis régionalistes :
- Ligue des sociaux-démocrates de Voïvodine
- Voïvodine démocratique
- Union de Voïvodine
- Union des socialistes de Voïvodine
- Mouvement de la Voïvodine
- Alliance civique de Serbie
- Union sociale-démocrate.

Sur les 7 sièges, 6 sont revenus à la Ligue des sociaux-démocrates de Voïvodine et 1 à Voïvodine démocratique.
La coalition fait actuellement partie du gouvernement de la Voïvodine.